# Arlington Heights (Illinois)
Arlington Heights è un comune degli Stati Uniti d'America, situato in Illinois, nella contea di Cook.